# 明湖水庫
明湖水庫，是臺灣的一座水庫，位於南投縣水里鄉的水里溪河谷，水里壩（明潭水庫）上游四公里處，縣道131號公路旁，是台灣電力公司大觀發電廠抽蓄式發電機組的下池，為十二項建設中配合明湖抽蓄水力發電工程所興建的人工湖泊。

## 沿革
1980年，台灣電力公司奉行政院核准興建明湖抽水馬達發電工程。明湖抽蓄發電工程位於南投縣魚池鄉水社村與水里鄉車埕村之間。1981年4月，明湖抽蓄水力發電廠開工。1984年10月7日，明湖抽蓄水力發電廠第一部機組併聯，開始發電。1985年8月，明湖抽蓄水力發電廠完工，耗資約新台幣300億元。明湖抽蓄水力發電廠開始商業運轉後，交由大觀發電廠營運，稱為「大觀發電廠二廠」，簡稱為「大觀二廠」，原本慣常式發電的大觀發電廠改稱為「大觀一廠」，完工後明湖抽蓄發電廠成為臺灣第一座抽蓄式水力發電廠。

## 設備
明湖下池壩係一座壩高57.5公尺、壩頂長169.5公尺、壩頂標高450公尺、總容量為745萬立方公尺之混凝土重力壩，該壩所蓄成之人工湖泊稱為「明湖水庫」，又稱為「復旦池」。明湖抽蓄水力發電廠以日月潭為上池，於水里溪大觀發電廠（日月潭第一發電所）上游興建下池壩，形成明湖水庫作為下池，攔截日月潭沖下的湖水。明湖抽蓄水力發電廠的進水口位於日月潭西側水社附近，即頭社壩北側，經由兩條直徑7公尺、長度分別為2,380公尺及2,350公尺的引水隧道，穿過台21線中潭公路下方，跨越頭社溪，再以壓力鋼管將水輸送至水里溪上游山腹內的地下發電廠進行抽蓄發電。電廠共裝置四部豎軸可逆型法蘭西斯水輪發電機組，水輪機兼具抽水機功能，而發電機則兼具電動機功能。每部發電機的機組容量為25萬千瓩（250MW），總計明湖發電廠的裝置容量達100萬瓩（1,000MW），每年發電量約16億度。明湖抽蓄電廠的發電原理係利用上、下池間達310公尺的位能差帶動發電機。當正轉時，可帶動發電機發電；反轉時，則可將下池的庫水抽回至日月潭上池蓄存，可配合電力負載需求，將水力能源配合火力及核能基載發電運作，有效增加尖峰時間之供電量。發電後的尾水，可蓄存於水里溪下游的明潭水庫，作為明潭發電廠抽蓄機組及川流式水里機組發電之用。抽蓄發電運轉時，作為上下池的日月潭和明潭水庫之水位經常變化，水位於凌晨開始下降，夜間抽水時日月潭上池下降0.8公尺，下池則上升20.5公尺，直到白天時日月潭水沖下才逐漸滿漲，每日往復升降，水位變化量大，形成獨特的「潮汐」景觀。

## 相關數據
- 壩型：混凝土重力壩
- 壩頂標高：450.5公尺
- 最大壩身高度：57.5公尺
- 壩頂長度：169.5公尺
- 壩頂寬度：5公尺
- 壩體積：169,937立方公尺

| 設施名稱             | 簡介                                 |
| -------------------- | ------------------------------------ |
| 廠房                 | 地下式                               |
| 設計發電水頭（公尺） | 310                                  |
| 用水量（CMS）        | 每部93.2，四部共372.8                |
| 裝置容量（MW）       | 1,000                                |
| 發電機組             | 豎軸可逆型法蘭西斯式水輪發電機組四部 |
| 年發電量（kWh）      | 16 億                                |

## 圖集

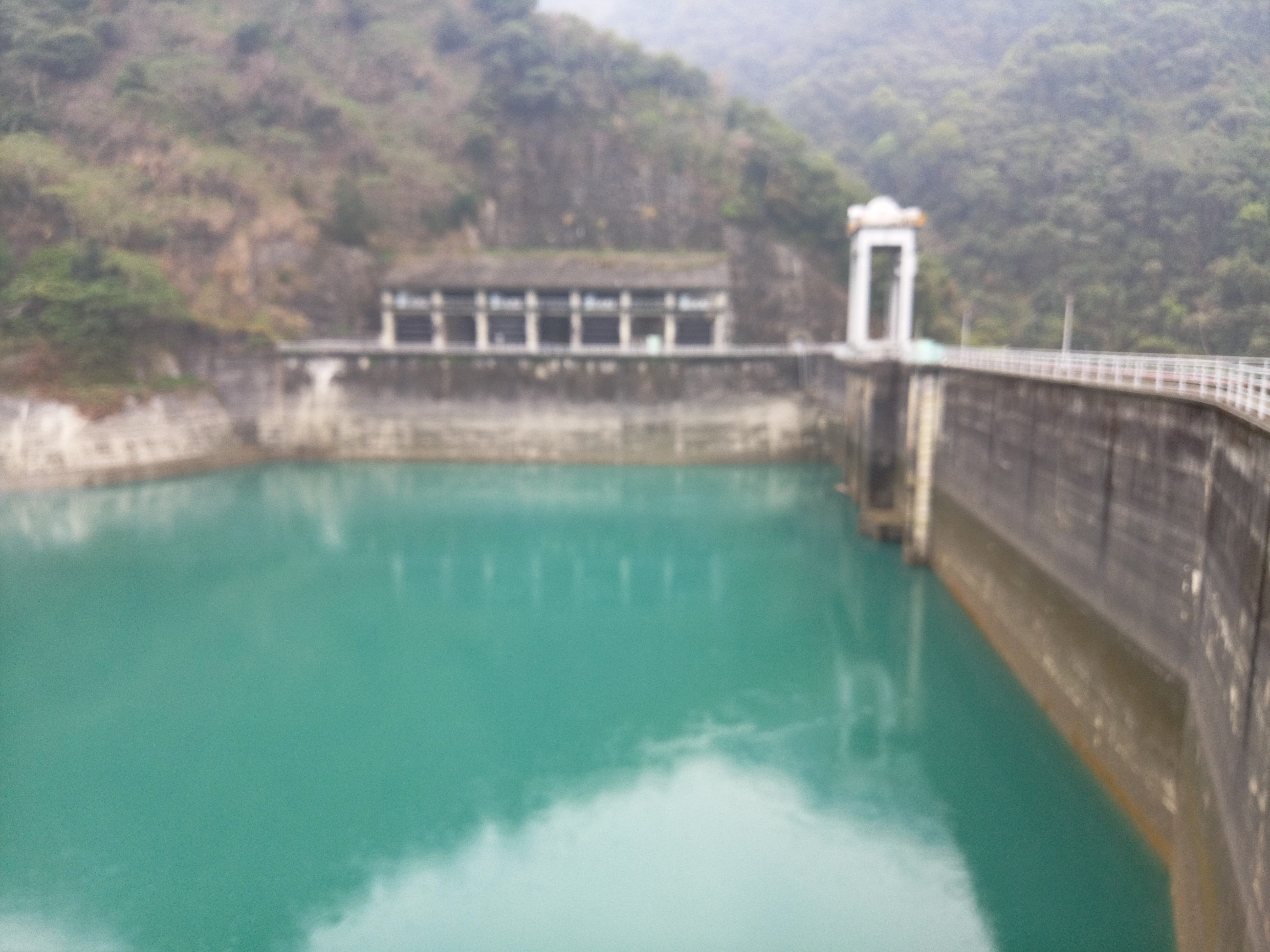
大觀發電廠大觀二廠下池出水口
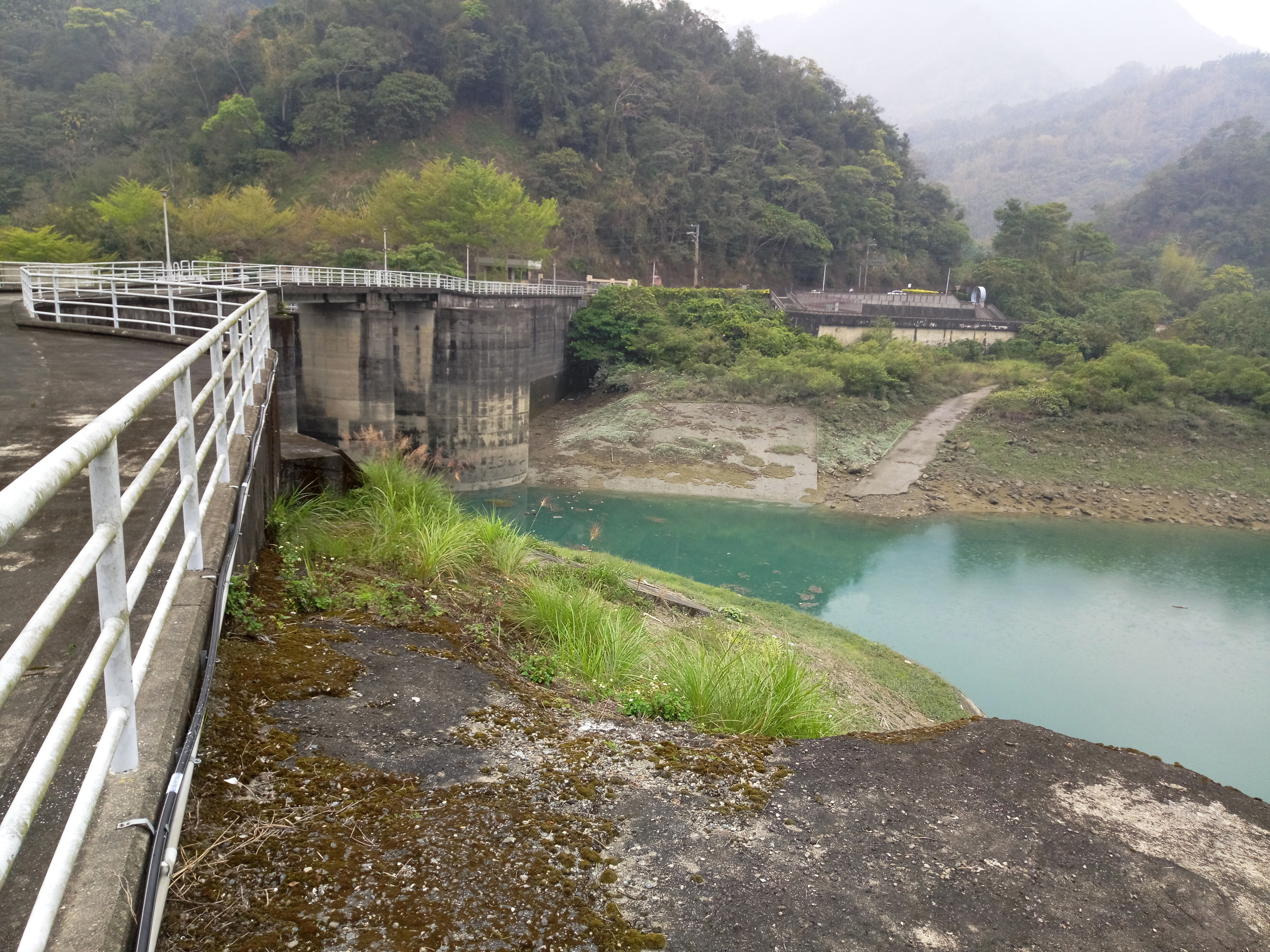
明湖水庫排洪道上游
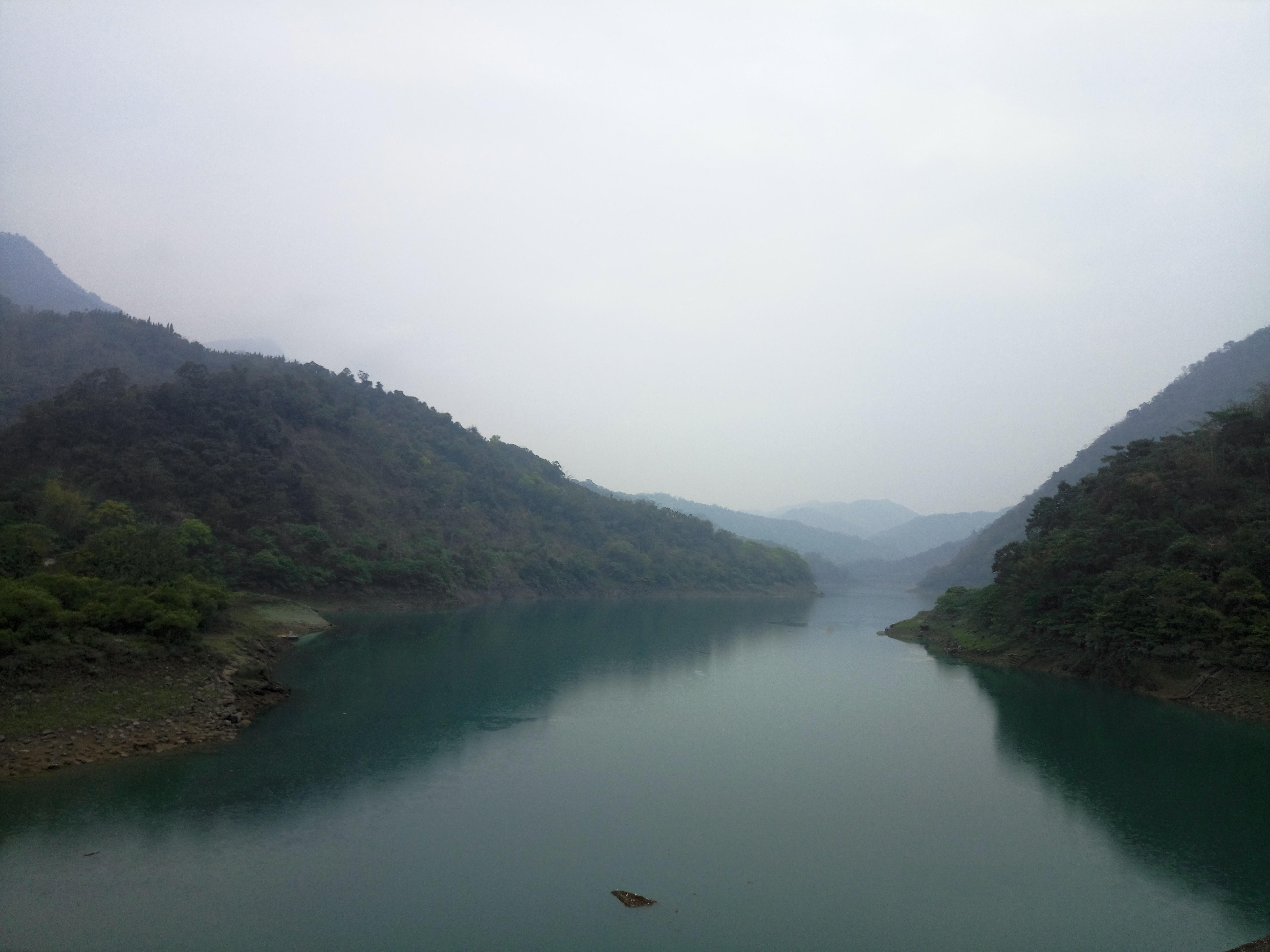
明湖水庫庫容區景色

## 外部連結
- （繁體中文）大觀發電廠簡介 - 台灣電力公司